# Atzamilho
Atzamilho är en ort i Mexiko.   Den ligger i kommunen Chenalhó och delstaten Chiapas, i den sydöstra delen av landet, 700 km öster om huvudstaden Mexico City. Atzamilho ligger 956 meter över havet och antalet invånare är 186.
Terrängen runt Atzamilho är kuperad åt sydost, men åt nordväst är den bergig. Atzamilho ligger nere i en dal. Runt Atzamilho är det ganska tätbefolkat, med 134 invånare per kvadratkilometer. Närmaste större samhälle är Simojovel de Allende, 19,5 km norr om Atzamilho. I omgivningarna runt Atzamilho växer i huvudsak städsegrön lövskog.